# Glaukos (Lykier)

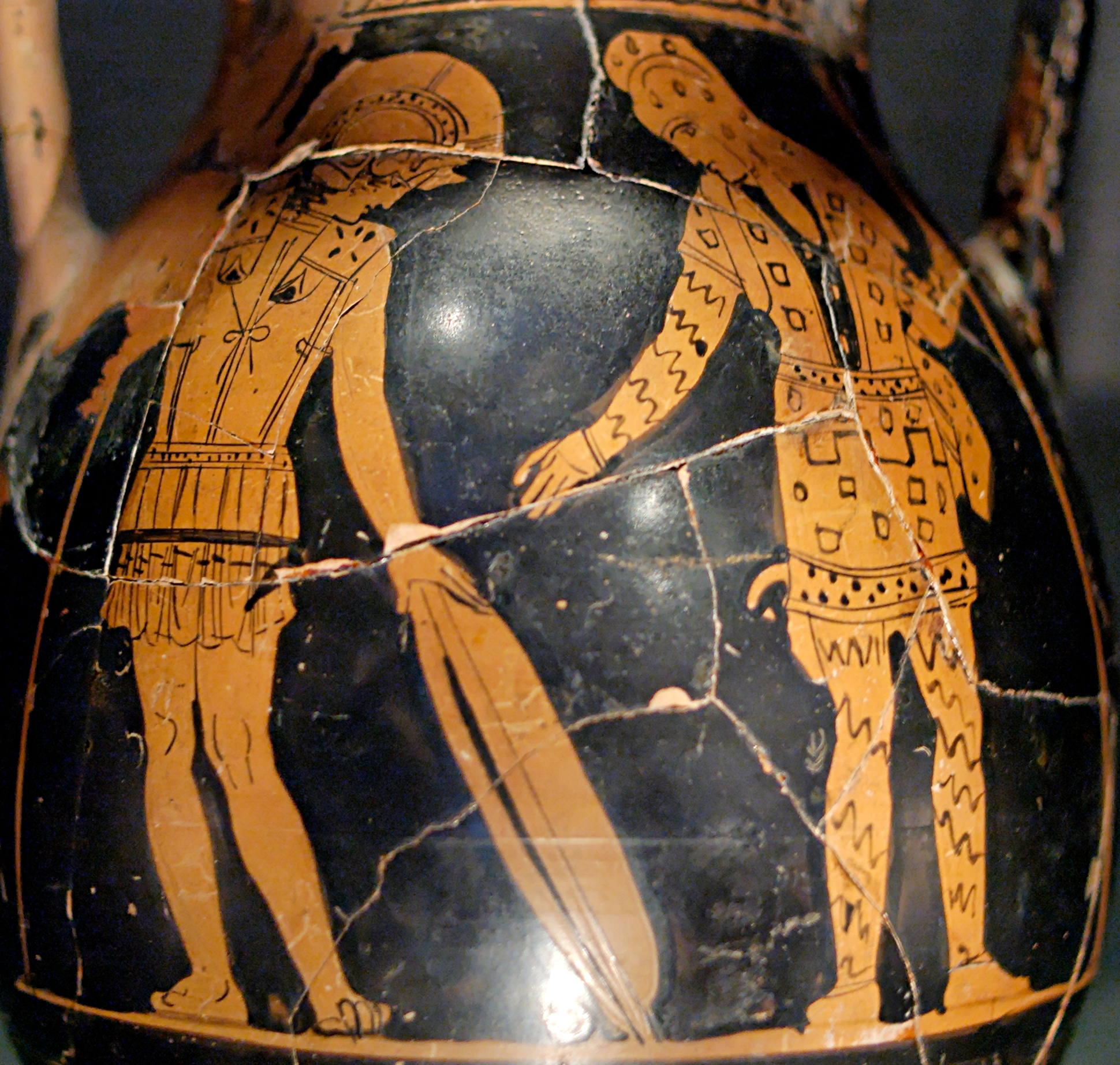
Glaukos (rechts) und Diomedes, attische Pelike, um 420 v. Chr.

Glaukos (altgriechisch Γλαῦκος Glaúkos) – Urenkel des Glaukos, Enkel des Bellerophon, Sohn des Hippolochos – war König der Lykier, die er im Trojanischen Krieg dem Priamos zu Hilfe führte. Hier gehörte er zu den tapfersten Kriegern auf troischer Seite. Sein Palast befand sich in Melanippion.

## Trojanischer Krieg
Im 10. Jahr des Kriegs kam Glaukos mit seinem lykischen Heer den Trojanern zu Hilfe. Als er im Kampf Diomedes gegenüberstand und ihn erkannte, erneuert er mit ihm den von ihren Großvätern, Bellerophon und Oineus, geschlossenen Freundschaftsbund, indem er seine goldene gegen die eherne Rüstung des Diomedes tauschte („Gold gegen Bronze, den Wert von hundert Rindern gegen den von neun“).
Als die Trojaner die hellenischen Lagerbefestigungen stürmten, war Glaukos mit Sarpedon der erste auf der Mauerbrüstung. Hierbei wurde er jedoch von Teukros mit einem Pfeil am Arm verwundet und zog sich zurück. Nach dem Tod des Sarpedon fiel dieser in die Hände der Griechen; deshalb forderte Glaukos den Hektor auf, den Leichnam des Patroklos zu erringen und ihn gegen Sarpedon einzutauschen. Glaukos bat Apollon um Unterstützung, daraufhin stoppte seine Blutung am Arm und er konnte sich am Kampf beteiligen. Hierbei tötete er Bathykles, den Sohn des Chalkon. Insgesamt soll Glaukos vier Gegner getötet haben, darunter auch Iphinoos. Er selbst wurde im Kampf um den Leichnam des Achilleus von Aias getötet.
Der Tausch der goldenen Rüstung gegen die Eherne des Diomedes wurde von antiken Rechtsgelehrten häufig verwendet, um den juristischen Unterschied zwischen „Tausch“ und „Kauf“ zu illustrieren, die Rechtsschulen der Prokulianer und Sabinianer kamen hierbei aber zu unterschiedlichen Ergebnissen.